# Gábor Rajnai

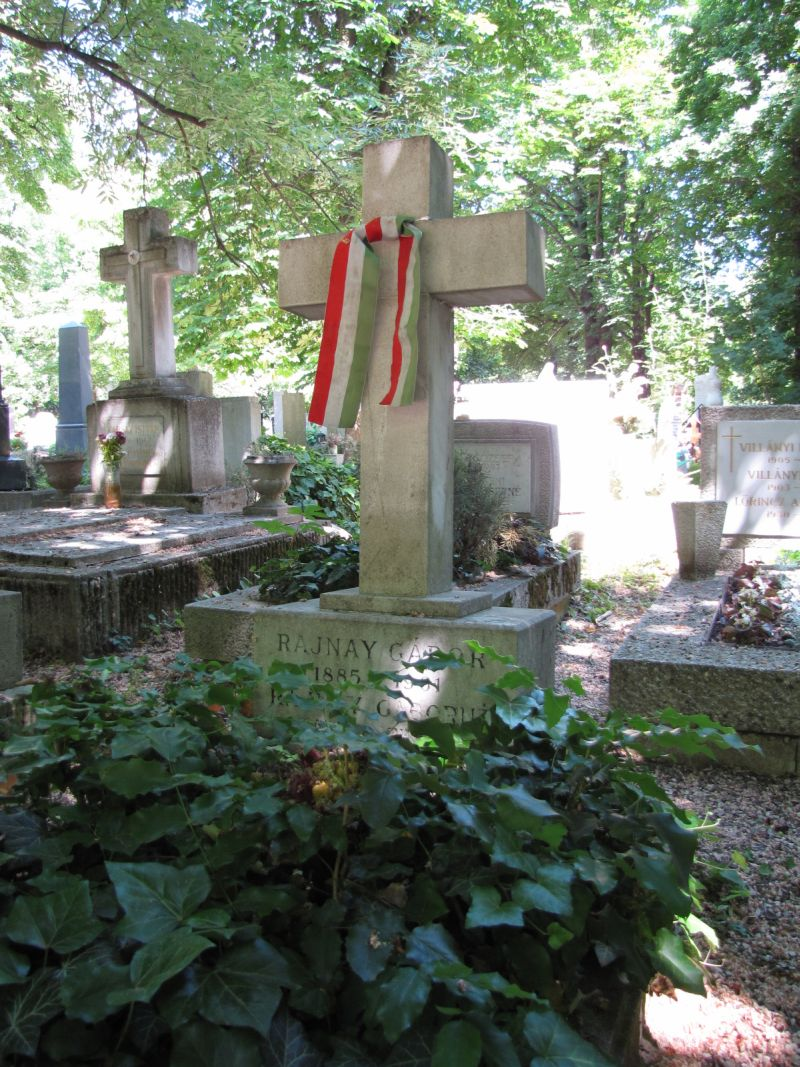
Mormântul lui Gábor Rajnai în cimitirul Farkasréti din Budapesta, 1-1-272.

Gábor Rajnai (născut Joanovics Gábor Rezső Árpád György Uros Imre, n. 11 mai 1885, Arad, Austro-Ungaria – d. 10 iulie 1961, Budapesta, Republica Populară Ungară), alternativ Gábor Rajnay, a fost un actor maghiar, distins cu titlul de artist emerit.
La începutul carierei a fost soțul actriței Frida  Gombaszögi. El este bunicul adoptiv al actorului Péter Marik.

## Biografie
A urmat școala la Arad, iar după terminarea studiilor liceale a mers la Academia de Teatru din Budapesta. În 1906 a devenit membru al trupei lui Jenő Janovics din Cluj. În septembrie 1908 a fost angajat la Teatrul de Comedie din Budapesta, dar, după numai două luni la teatru, Imre Tóth l-a invitat la Teatrul Național, iar Teatrul de Comedie i-a desfăcut contractul. 
Primul succes l-a avut în anul 1912 în rolul titular din piesa Faun a lui Knoblauch. În 1918 a jucat la Cabaretul Fasor. Între 1921 și 1922 a fost actor și regizor la Teatrul Renaissance, iar din 1922 a făcut parte, din nou, din trupa Teatrului de Comedie. În 1935 a fost angajat la Teatrul Național, unde a rămas ca membru până la moartea sa.
Primul rol în film l-a obținut în filmul mut Tiszti kardbojt din 1915, iar ultimul rol l-a jucat în 1957 în filmul Éjfélkor. A fost unul dintre cei mai influenți actoriai cinematografiei maghiare până în 1945. S-a retras în 1946. Regizorul Zoltán Várkonyi i-a oferit în 1947 rolul baronului Tarpataky în opereta Csókos asszony a lui Béla Zerkovitz. Ultimul său rol pe scenă a fost negustorul de vinuri Ó Péter în piesa Ida regénye a lui Géza Gárdonyi. Apoi s-a retras definitiv de pe scenă, acceptând numai roluri în filme.

## Viața privată
Tatăl lui a fost Uros Joanovics, iar mama lui Etelka Dietzgen, iar numele său la naștere a fost Joanovics Gábor Rezső Árpád György Uros Imre. A folosit numele de scenă Gábor Rajnai (Rajnay),dar numele său original a fost schimbat în cel de Rajnai abia în 1954.
Prima lui soție a fost actrița Frida Gombaszögi, cu care s-a căsătorit pe 19 iunie 1909 în sectorul Józsefváros din Budapesta, dar relația lor s-a încheiat în 1918 prin divorț. S-a căsătorit pentru a doua oară cu Edit Papp (1884–?) pe 6 septembrie 1919. A adoptat cinci copii și a avut 21 de nepoți, inclusiv actorul Péter Marik. Actrița Elli Rajnay (1918–1983) a fost nepoata lui.

## Roluri în piese de teatru
- Bús Fekete László: Születésnap....Sanyi
- Burke: Az úgynevezett szerelem....Harry Bertrand, a férj
- Gaál: A peleskei nótárius....Othello
- Gárdonyi Géza: Ida regénye....Ó Péter
- Fodor László: A templom egere....Feri
- Herczeg Ferenc: Kék róka....Sándor
- Herczeg Ferenc: A dolovai nábob lánya....Tarján Gida
- Herczeg Ferenc: Utolsó tánc....Boronkay
- Katona József: Bánk bán....Ottó
- Knoblauch: Faun....Faun
- Márai Sándor: Kaland....Kádár Péter
- Maugham: A kenyérkereső....Alfred Grandger
- Mikszáth Kálmán: A Noszty fiú esete Tóth Marival....Noszty Feri
- Molnár Ferenc: Egy, kettő, három....Antal
- Móricz Zsigmond: Sári bíró....Sári bíró
- Móricz Zsigmond: Úri muri....Lekenczey
- O'Neill: Különös közjáték....Evans
- Shakespeare: Iuliu Cezar....Metellus Cimber
- Shakespeare: Othello....Othello
- George Bernard Shaw: Pygmalion....Henry Higgins professzor
- Sherriff: Az út vége....Trotter gyalogsági tiszt
- Szenes Béla: A csirkefogó....Málnay Tibor
- Szenes Béla (Nóti Károly fejezi be): A házibarát....Pali
- Szenes Béla: Az alvó férj....Ságody Jenő
- Török Sándor: Komédiás....A komédiás
- Zerkovitz Béla: Csókos asszony....Báró Tarpataky
- Zuckmayer: Kristóf Katica....Kristóf Kálmán, a cirkusz igazgatója

## Filmografie

### Filme mute
- Tiszti kardbojt (1915)
- Tájfun (1917)
- Faun (1918)
- Omul de aur (1919)
- Yamata (1919)
- Ave Caesar! (1919)
- A 111-es (1919)
- A lélekidomár (1919)
- Az egyhúszasos lány - Egy dollár (1923)
- Kacagó asszony (1930)

### Filme
- Ida regénye (1934)
- Emmy (1934)
- Szent Péter esernyője (1935)
- Aratás (1936) Osztrák film
- Három sárkány (1936)
- Évforduló (1936)
- A kölcsönkért kastély (1937)
- Pusztai szél (1937)
- Az én lányom nem olyan (1937)
- A 111-es (1937)
- Két fogoly (1937)
- Segítség, örököltem! (1937)
- A harapós férj (1937)
- Hotel kikelet (1937)
- Varjú a toronyórán (1938)
- Beszállásolás (1938)
- Péntek Rézi (1938)
- A Noszty fiú esete Tóth Marival (1938)
- A nőnek mindig sikerül (1939)
- Garzonlakás kiadó (1939)
- Szárnyas dandár (1939)
- Álomsárkány (1939)
- Karosszék   (1939)
- Beáta és az ördög (1940)
- Egy csók és más semmi (1940)
- Tóparti látomás (1940)
- Gyurkovics fiúk (1940)
- Fűszer és csemege (1940)
- Erzsébet királyné (1940)
- Kadétszerelem (1941)
- Bob herceg (1941)
- Dr. Kovács István (1941)
- Behajtani tilos! (1941)
- A régi nyár (1941)
- Az intéző úr (1941)
- Havasi napsütés (1941)
- Annamária (1942)
- Egy bolond százat csinál (1942)
- Egér a palotában (1942)
- Halálos csók (1942)
- Ez történt Budapesten (1943)
- Házassággal kezdődik (1943)
- Fiú vagy lány? (1944)
- Egy pofon, egy csók (1944)
- Könnyű múzsa (1947) - nem mutatták be!
- Tűz (1948)
- Beszterce ostroma (1948, átdolgozva 1955)
- Forró mezők (1948)
- Janika (1949)
- Úri muri (1949)
- Déryné (1951)
- Căsătorie ciudată (Különös házasság, 1951)
- Erkel (1952)
- Ifjú szívvel (1953)
- Életjel (1954)
- Rokonok (1954)
- Liliomfi (1954)
- Én és a nagyapám (1954)
- Gázolás (1955)
- Budapesti tavasz (1955)
- A csodacsatár (1956)
- Mese a 12 találatról (1956)
- Bolond április (1957)
- Éjfélkor (1957)

## Premii
- Artist emerit (1955)

## Cărți
- A százéves színésziskola. Szerkesztette: Csillag Ilona. Magvető Kiadó, 1964 MA 244-1-6466